# Led Zeppelin Japanese Tour 1971
Led Zeppelin Japanese Tour 1971 – pierwsza japońska trasa koncertowa Led Zeppelin z 1971 r.

## Program trasy
1. "Immigrant Song" (Page, Plant)
2. "Heartbreaker" (Bonham, Page, Plant)
3. "Since I've Been Loving You"
4. "Out on The Tiles" (intro) (Page, Plant, Bonham)/"Black Dog" (Page, Plant, Jones)
5. "Dazed and Confused" (Page)
6. "Stairway To Heaven" (Page, Plant)
7. "Celebration Day" (Jones, Page, Plant)
8. "Bron-Y-Aur Stomp" (Page, Plant, Jones)
9. "That's the Way" (Page, Plant)
10. "Going to California" (Page, Plant)
11. "Tangerine" (Page)
12. "What Is And What Should Never Be" (Page, Plant)
13. "Moby Dick" (Bonham)
14. "Whole Lotta Love" (Bonham, Dixon, Page, Jones, Plant)

Bisy:
1. "Thank You" (Page, Plant)
2. "Communication Breakdown" (Bonham, Jones, Page)
3. "Rock and Roll" (Page, Plant, Jones, Bonham)

Program koncertów ulegał zmianie. 24 września, podczas drugiego koncertu trasy, po "Your Time is Gonna Come" zespół zagrał wiązankę przebojów: "Whole Lotta Love"/"Boogie Chillen"/"Cocaine"/"Rave On!"/"Your Time is Gonna Come"/"I'm a Man" (cover Bo Diddleya)/"The Hunter"/"Hello Mary Lou" (cover Gene Pitneya)/Oh, Pretty Woman (cover Roya Orbisona)/How Many More Times.
Wiadomo, że na koncercie w Osace 29 września zespół zagrał również piosenkę "Friends"; istnieje ona w bootlegach nagraniowych Led Zeppelin.

## Lista koncertów
- 23 i 24 września - Tokio, Budokan Hall
- 27 września - Hiroszima, Municipal Gymnasium
- 28 i 29 września - Osaka, Festival Hall